# Элитология
Элитоло́гия (англ. фр. élite от лат. eligo «избранный; лучший»; от др.-греч. λόγος — мысль как причина) — раздел социологии, изучающий основания и критерии дифференциации общества; междисциплинарное знание, лежащее на стыке политологии, всеобщей истории, социальной психологии, культурологии и др.
В структуру элитологии входят философская и онтологическая элитология, элитологическая гносеология и антропология, элитологический персонализм, а также социально-философская элитология.

## Становление научного направления
Термин «элитология» введён в научный оборот в 80-х годах ХХ-го века по инициативе российских ученых, опубликовавших ряд работ по этой проблематике, послуживших основанием для формирования национальной элитологической школы. Значительный вклад в становление российской школы элитологии внесли М. Н. Афанасьев, Г. К. Ашин, О. В. Гаман, В. Г. Игнатов, С. Е. Кислицин, П. Л. Карабущенко, Е. В. Охотский, А.В. Понеделков, А. М. Старостин и др.
Активные исследования советских учёных в области элитологии начались в конце 80-х годов прошлого столетия. Так как до этого времени изучением элит занимались преимущественно зарубежные авторы, по причине того, что в СССР отрицалось деление общества на классы и идея необходимости существования правящего «эсплуататорского» класса, то на заре отечественной элитологии труды учёных в основном своим предметом имели критику работ зарубежных авторов. Однако Г. К. Ашин, который считается одним из основателей российской элитологии, несмотря на первоначальное отрицание идеи необходимости существования элиты, впоследствии посвятил её изучению, анализу исторического пути её формирования в России множество трудов и внёс неоспоримый вклад в развитие данной науки.
Некоторые учёные отмечают, что особый интерес к исследованию высших слоёв общества, непосредственно принимающих важнейшие решения в различных сферах общественной жизни, обусловлен в России и её историческим развитием. На протяжении очень длительного времени в стране формировалась подданническая культура, при которой властвующий слой имел колоссальное значение в направлении развития общества, поэтому российских учёных крайне интересовало изучение этого института.
В современной российской элитологии зачастую возникают сложности с классификацией того массива знаний, которые были получены в ходе последних двух-трёх десятилетий, когда наука переживала бурное развитие. Это связано прежде всего с тем, что долгое время исследования проводились одними и теми же учёными, которые вследствие этого занимались изучением не конкретного аспекта теории элит, а постепенно увеличивали круг своих интересов, проводя разносторонние исследования.

## Дискуссия о термине
Понятие «элитология», сформированное по аналогии с устоявшимися в гуманитарном знании терминами культурология или политология и предложенное российскими учёными, было встречено в научном мире с критикой в связи с «эклектичностью», даже несмотря на то что термин «элита», введённый в научный оборот В. Парето, является прочно утвердившимся в мировой науке. Зарубежные учёные предпочитают использовать привычные для себя понятия: в политологии — «political science» и в культурологии — «cultural studies».

## Российская школа элитологии

### Предмет науки
В центре внимания российской элитологии, как и зарубежной, находится изучение элиты. Так как в России она играла очень большую роль в истории на протяжении длительного периода, вопрос об исторических механизмах её функционирования, принятия ею решений, также относится к предмету науки. Кроме того, элитология занимается и изучением исторического процесса современной элиты, который имеет ряд особенностей. В частности, отдельным масштабным аспектом является изучение советской номенклатуры и правившего аппарата, ведь они существовали в условиях государственной идеологии, отрицавшей эксплуататорский элемент в обществе и не признававшей существование в ней классов.
Другими важнейшими предметами науки являются определение самого центрального понятия, то есть «элиты» применительно к российскому обществу, ведь современное состояние данного слоя также имеет характерные черты. Изучается внутренняя организация привилегированного слоя, способы его рекрутирования. В силу исторических особенностей, особое место в изучении российской элиты занимает её связь с советским правящим классом, выделение её характерных черт, сравнение их с опытом зарубежных исследований. Предметом интереса является и взаимосвязь элиты и осуществления стратификации российского общества, влияние первой на неё.

### Выделение элиты
В современной России одним из важнейших вопросов элитологии является способ выделения элиты в структуре общества (этот же пункт является и существенной проблемой данной науки ввиду модернизации общества). Так, долгое время в российской элитологической школе элита выделялась по институциональному или позиционному принципу. То есть элитой признавались люди, занимающие те или иные должности во властных структурах. Однако сегодня чаще всего используется структурно-функциональный принцип, когда представитель элиты должен и влиять на принятие значимых решений, и осуществляет управление, и занимает соответствующий пост.

### Классификация элит
В отечественной элитологической школе приняты различные основания для классификации элит. По формальному признаку различают номинальные и сущностные элиты. По уровню признания выделяются мировые, национальные и региональные элиты. По функциональному принципу выделяются властные, деловые, культурные, научные и др. элиты. 
К научной элите относятся учёные и специалисты высшей квалификации, отличающиеся творческими достижениями и обладающие знаниями, научным и жизненным опытом для того, чтобы исполнять роль наставников новых поколений. В структуре научной элиты различают постэлиту, креативную элиту и эмбриональную, или предэлиту. В креативной научной элите, нацеленной на устойчивое развитие достоверных знаний, особенно выделяются генераторы идей — «творцы новых понятий, теорий, методов, даже новых путей мышления, новых парадигм. Именно эта часть и есть топ-уровень элиты в науке». 
Далее научная элита разделяется на официальную (номинальную) и неформальную (сущностную) элиту, являющуюся порождением межинституциональных исследовательских структур («невидимых колледжей», научных течений и школ).

## Проблемы современной зарубежной и российской элитологии
Несмотря на значимость исследований, проводимых в рамках данной научной дисциплины, она сталкивается с рядом теоретических и иных проблем. В первую очередь, возникают сложности с понятийным аппаратом, так как элитология вбирает в себя термины из абсолютно различных наук, что приводит к размытости границ самой науки, запутанности в смысловом аспекте. Сам термин «элита» имеет множество определений.
Одной из центральных проблем современной элитологии является выделение элиты, основного объекта изучения, в обществе. Многими учёными признаётся, что значительное число тех подходов, которые ранее применялись к выделению элит, сегодня утратили эффективность. Так, представляется неприменимым решенческий или десизионный подход, когда члены элиты выделяются по принципу способности и доступа к механизму принятия важных управленческих решений. Сегодня мало где можно увидеть субъектов, независимо принимающих решения. Чаще всего политики находятся под влиянием различного рода совещательных органов, своих коллег, а также родственников, воздействие которых невозможно отрицать. Поэтому крайне затруднительным становится проведение границы между самостоятельно принятым решением и обратным ему, а также выделение тех лиц, которые действительно оказывают воздействие на принятие решений.
Одной из проблем элитологии также стало само использование термина «элита» для обозначения властных структур. Это понятие отсылает к репутационному подходу в выделении элит, который уже давно был признан российскими и зарубежными политологами неэффективным. Сегодня представляется вполне очевидным, что правящий класс необязательно является лучшей прослойкой общества, как часто признавалось ранее. С всё большей демократизацией политических процессов становится ясно, что правящие люди могут и не обладать выдающимися качествами, поэтому и употребление термина «элита» хотя и нельзя считать ошибкой (ведь он приобрёл несколько отличное значение от своего первоначального в рамках политологии), однако специалисты всё чаще употребляют термины «правящий класс», «кланы» и др.
Одной из сложных задач российской элитологии является непосредственный сбор эмпирических данных о её предмете изучения. С самого зарождения научной дисциплины в прошлом веке и по сей день элитология в России не имеет достаточно данных для исследований. Так, многие механизмы функционирования элит, например, принятие различного рода решений, остаются вне публичной сферы, доступ к ним получить трудно и учёным в том числе.
Кроме того, исследователи сталкиваются с недостатком финансирования соответствующих исследований. Изучение элит требует государственного финансирования, в особенности элит региональных и национальных. Недостаток поддержки со стороны государства приводит к тому, что данная область исследований коммерциализируется, а это влечёт за собой недостоверность, ненаучность полученных данных и сделанных выводов, их необъективность. Кроме того, это приводит к тому, что учёные концентрируются на более мелких элитах, на тех, для исследования которых хватает их ресурса. Кроме того, существует неравномерность в изучении самих регионов: те, которые больше интересуют государство и отдельных заказчиков, изучены элитологией гораздо лучше, чем остальные. 
Ещё одной проблемой, значительно осложняющей научную деятельность в рамках данной дисциплины, является относительная закрытость российских учёных от исследователей в зарубежных странах. Это касается не только элитологии, но и социальных исследований в целом. Недостаток коммуникаций внутри научного сообщества вызывает целый ряд проблем и дополнительно осложняет процесс институционализации элитологии как полноценной науки с разработанным и признанным понятийным аппаратом, методологией и проч. Отсутствие должного материала для сравнения исследований зарубежных и отечественных элит не позволяет сложить целостную картину.